# Roccastrada
Roccastrada é uma comuna italiana da região da Toscana, província de Grosseto, com cerca de 9.228 (Cens. 2001) habitantes. Estende-se por uma área de 284,37 km², tendo uma densidade populacional de 32,45 hab/km². Faz fronteira com Campagnatico, Chiusdino (SI), Civitella Paganico, Gavorrano, Grosseto, Massa Marittima, Monticiano (SI), Montieri.

## Demografia
| Variação demográfica do município entre 1861 e 2011                               |
|                                                                                   |
| Fonte: Istituto Nazionale di Statistica (ISTAT) - Elaboração gráfica da Wikipedia |